# Sons and Daughters of Saint Lucia
Sons and Daughters of Saint Lucia är Saint Lucias nationalsång. Den antogs som sådan första gången 1967, avskaffades sedan för att 1979 återigen införas. Texten är skriven av Charles Jesse och musiken av Leton Felix Thomas.